# تپه آغ بولاغ
تپه آغ بولاغ مربوط به عصر مس و سنگ - عصر آهن - دوره اشکانیان - دوره ساسانیان است و در شهرستان ابهر، بخش مرکز ی، دهستان دولت‌آباد، روستای چشمه بار، ۱۳۰۰ متری شمال شرقی روستا واقع شده و این اثر در تاریخ ۲۶ اسفند ۱۳۸۶ با شمارهٔ ثبت ۲۲۲۰۰ به‌عنوان یکی از آثار ملی ایران به ثبت رسیده است.